# Miroslav Skorik
Miroslav Mikhàilovitx Skorik (ucraïnès: Мирослав Михайлович Скорик, 13 de juliol de 1938 - 1 de juny de 2020) va ser un compositor i professor ucraïnès. La seva música és d’estil contemporani i conté expressions de diverses fonts, incloses tradicions artístiques alemanyes, gal·leses, angleses i europees de l’Est.
Skorik va ser guardonat amb els títols Artista del Poble d'Ucraïna i Heroi d'Ucraïna.

## Primers anys de vida
Miroslav Skorik va néixer a Lviv, Ucraïna, llavors una part de Polònia (Lwów). Els seus pares van ser educats a Àustria a la Universitat de Viena i, posteriorment, es van convertir en professors. El seu pare era historiador i etnògraf, mentre que la seva mare era química. Tot i que els seus pares no tenien una formació musical especial, la seva mare tocava el piano i el pare el violí. Skorik va estar exposat a la música a la llar des de petit. No menys important era el fet que a la seva família hi hagués una coneguda diva del segle XX: la tieta gran de Skorik era la soprano ucraïnesa Solomia Kruixelnitska.
El 1947 la família de Skorik va ser deportada a Sibèria, on va créixer Miroslav: no van tornar a Lviv fins al 1955.

## Estudis de postgrau i treballs inicials
Entre 1955 i 1960 Skorik va estudiar al Conservatori de Lviv, on va rebre formació en composició i teoria. Skorik va afirmar: "Els meus professors eren compositors i educadors coneguts, inclosos Stanislav Liudkevitx, graduat al Conservatori de Viena, Roman Simovitx, graduat al Conservatori de Praga el 1933, i Adam Soltis (1890-1968), graduat al Conservatori de Berlin". L'examen final de Skorik va ser una cantata "Vesna" (primavera), en versos d'Ivan Franko per a solistes, cor mixt i orquestra simfònica. Skorik també va escriure música per a piano durant aquest temps, incloent-hi un cicle de peces per a piano "V Karpatakh" ('A les muntanyes dels Carpats').
El 1960, Skorik es va inscriure al programa de recerca de postgrau al Conservatori de Moscou, on va estudiar amb el compositor Dmitri Kabalevski. Durant aquest temps, Skorik va compondre música en una gran varietat d’estils: simfònic, de cambra i vocal. Algunes obres d'aquest període inclouen la "Suite en re major per a cordes", la "Sonata núm. 1 per a violí i piano" i la "Partita núm. 1 per a cordes", que aviat es va convertir en una peça popular. A més, Skorik també va escriure diverses obres per a piano com les "Variacions", el "Blues" i el "Burlesque", que va guanyar molta popularitat i que s'ha interpretat àmpliament a les sales de concerts de tot el món.

## Carrera docent
Skorik es va graduar al Conservatori de Moscou el 1964 i va treballar com a docent al Conservatori de Lviv, on va romandre fins al 1966. Poc després, va acceptar un lloc al Conservatori de Kíiv on va dir: "Juntament amb impartir classes de composició, també vaig impartir classes de teoria centrades en tècniques d'harmonia contemporània". El tema de la dissertació de Skorik, que va completar el 1964, es va centrar en la música de Prokófiev, el títol del qual diu "Osoblyvosti ladu muzyky S. Prokofieva" ('El sistema model de Prokófiev'). Skoriyk també va escriure un llibre, "Struktura i vyrazhalna pryroda akordyky v muzitsi XX stolittia" ('Els aspectes estructurals dels acords en la música del segle XX') (Kíiv, 1983 Editorial Musical Ucraïna). Entre els estudiants més destacats hi ha els compositors Osvaldas Balakauskas, Ivan Karabits i Ievhèn Stankòvitx, així com el de Hanna Havrilets i Bohdana Froliak.
El 1996 Skorik va viure un temps amb la seva família a Austràlia i va rebre la ciutadania australiana, però més tard va tornar a viure a Ucraïna.
L'abril de 2011, Skorik va ser nomenat director artístic de l'Òpera de Kíiv, càrrec que va ocupar fins al 2016. També va ensenyar al conservatori de Lviv i de Kíiv.

## Obres
Myroslav Skorik va ser compositor, pianista i director d'orquestra. Moltes obres de Skorik han estat interpretades per conjunts i solistes destacats, incloent-hi Leontovych Quartet, Oleh Krysa, Volodymyr Vynnytsky, Oleg Chmyr, Mykola Suk, Victor Markiw i Alexander Slobodyanik .
Victor Markiw, pianista i actualment distingit professor de música a la Universitat de New Haven, ha escrit el primer llibre en anglès sobre el compositor titulat The Life and Solo Piano Works of the Ukrainian Composer Myroslav Skoryk, publicat el 2010 per Edwin Mellen Press.